# Marcus Optendrenk
Marcus Optendrenk (ur. 21 lipca 1969 w Lobberich) – niemiecki polityk, działacz Unii Chrześcijańsko-Demokratycznej (CDU), deputowany do Landtagu Nadrenii Północnej-Westfalii, minister w rządzie Nadrenii Północnej-Westfalii, członek Bundesratu.

## Życiorys
W 1988 roku zdał egzamin maturalny, po czym odbył zasadniczą służbę wojskową. W latach 1989–1995 studiował prawo, historię i anglistykę na uniwersytetach w Trewirze i Maastricht. W 1995 roku złożył pierwszy państwowy egzamin prawniczy. W latach 1995–1997 odbywał studia doktoranckie z historii, które zakończył w 2006 roku uzyskaniem stopnia doktora.
W latach 1997–1999 odbywał aplikację prawniczą w Düsseldorfie i Duisburgu, zakończoną drugim egzaminem państwowym. Od 1999 do 2005 roku pracował jako pracownik naukowy frakcji CDU w landtagu Nadrenii Północnej-Westfalii. Następnie, w latach 2005–2012, zajmował różne stanowiska w Ministerstwie Finansów tego landu, w tym w latach 2005–2010 jako szef gabinetu ministra finansów.
Do CDU wstąpił w 1988 roku. W latach 1994–2004 był wiceprzewodniczącym, a w latach 2017–2021 przewodniczącym miejskich struktur partii w Nettetal. Od 2003 roku kieruje powiatowymi strukturami CDU w powiecie Viersen. W latach 1998–2004 pełnił funkcję wiceprzewodniczącego Junge Union w Nadrenii Północnej-Westfalii. Od 1999 do 2022 roku był radnym miasta Nettetal. Od 2010 roku pełni funkcję wiceprzewodniczącego CDU w regionie Dolnego Renu.
W 2012 roku został wybrany do landtagu Nadrenii Północnej-Westfalii, a w latach 2017–2022 był wiceprzewodniczącym frakcji CDU w tym parlamencie.
29 czerwca 2022 roku objął urząd ministra finansów Nadrenii Północnej-Westfalii. Dzień później został członkiem Bundesratu.